# Тримання в дисциплінарному батальйоні військовослужбовців
Тримання в дисциплінарному батальйоні військовослужбовців — кримінальне покарання, яке застосовується в Україні.

## Призначення
Призначається лише за військове кримінальне правопорушення військовослужбовцям на строк від півроку до 2 років. Дисциплінарний батальйон є складовою військової частини, тому самовільне залишення його утворює склад злочину, передбачений статтею 406, 407 або 409. За своєю суттю є альтернативним позбавленню волі для військовослужбовців з трохи полегшеними умовами відбування. Власне, враховуючи особу засудженого, суд може замінити відбування призначеного покарання у виді позбавлення волі триманням в дисциплінарному батальйоні (якщо позбавлення волі призначено не більше, ніж на два роки) з розрахунку день за день (ст. 72 КК). Дане «пом'якшення» не застосовується до осіб, що вже відбували покарання у виді позбавлення волі.

## Відбування
Покарання у виді тримання в дисциплінарному батальйоні виконується самим батальйоном. Структуру і чисельність батальйону визначає Міністерство оборони України.
Один день попереднього ув'язнення дорівнює одному дню тримання в дисциплінарному батальйоні.
Відпустки засудженим військовослужбовцям не надаються.
Дисциплінарний батальйон розташовується окремо від інших військових частин гарнізону. Незалежно від військового звання до засудження військовослужбовці в дисциплінарному батальйоні (надалі також: «дисбаті») носять форму єдиного зразка.
Засуджені військовослужбовці мають право на побачення: короткострокові — тривалістю 4 години — раз на місяць та довготривалі — до трьох діб — раз на три місяці з близькими родичами. Також їм може бути дозволено зв'язатися з ними по телефону без обмеження їх кількості. Побачення з фахівцями права не обмежені в часі. Без обмеження кількості засуджені військовослужбовці можуть листуватися та отримувати й відправляти посилки та бандеролі.
У зв'язку з винятковими обставинами засудженому може бути дозволено короткочасний виїзд на строк до семи діб, окрім часу на проїзд.
Засуджені військовослужбовці залучаються до праці на підприємствах, в установах та організаціях, які належать до сфери управління Міністерства оборони України, у майстернях дисбату тощо. Із засудженими проводиться військове навчання та соціально-виховна робота. Військовослужбовці мають право створювати ради громадськості.
До засуджених військовослужбовців застосовуються такі заходи заохочення: подяка; зняття раніше накладеного стягнення; надання додатково одного короткострокового побачення; нагородження подарунком або премією; зарахування до числа тих, хто виправляється. Засуджені, які своєю поведінкою і ставленням до праці та служби довели своє виправлення, після відбуття не менше половини строку покарання можуть бути представлені до умовно-дострокового звільнення або до заміни невідбутої частини покарання більш м'яким.
До засуджених військовослужбовців застосовуються такі заходи стягнення: зауваження; догана або сувора догана; призначення в наряд на роботу — до п'яти днів; арешт з триманням на гауптвахті; виключення з числа тих, хто виправляється.
Житлово-побутові умови створюються для військовослужбовців відповідно до вимог Статуту внутрішньої служби Збройних Сил України. За нормами, встановленими для військовослужбовців строкової служби, засуджені забезпечуються майном та продовольством. Засуджені отримують щомісячне грошове забезпечення в розмірі зарплати за першим тарифним розрядом для солдатів, матросів першого року строкової служби; воно зараховується на їхні особові рахунки.
Після відбуття покарання, проголошення амністії чи помилування або внаслідок ухвали про звільнення військовослужбовця від відбування покарання він залишає дисциплінарний батальйон та звільняється.
Відбуття покарання у виді тримання в дисциплінарному батальйоні військовослужбовців не має наслідком судимість.